# باتنة بانون
باتنة بانون (Bettina Banoun) من مواليد 1972 بدولة النرويج من أصول مغربية، وهي محامية بالقضاء العالي النرويجي، حائزة على الدكتوراه في قانون الضرائب.

## حياتها الشخصية
ولدت باتنة في باروم بدولة النرويج من أم نرويجية وأب مغربي.
عندما كانت مراهقة، لعبت دور شخصية فلورا في فيلم X ‏(en)
عام (1986)، ثم بعدها دور في فيلم (Svarte pantere (1992. وهي متزوجة من أندرس ريسدال، وهو ابن القاضي رولف ريسدال (en) والمحامية سيغن ماري ستراي ريسدال، وتعيش حالياً من عائلتها بمدينة أوليرن بضواحي أوسلو.
حصلت على درجة الماجستير من جامعة أكسفورد عام 1993، وشهادة ماجستير في القانون من جامعة أوسلو عام 1995، بالإضافة للدكتوراه من نفس المؤسسة عام 2003. كما أنها كانت زميلة باحثة في جامعة أوسلو من 1997 إلى 2001، وباحثة زائرة في كلية الحقوق بجامعة هارفارد عام 1997 لتم بعدها تعيينها كشريك في مكتب المحاماة BA-HR عام 2002، الذي أصبح فيما بعد شركة المحاماة ويرسهولم (بالإنجليزية: Wiersholm)‏ في 2004، ليتم قبولها في قضايا المحكمة العليا عام 2006، حيث تخصصت في قانون الضرائب، عرفت لدى الرأي العام، لقيادة دعوى جماعية ضد بلدية أوسلو بشأن فرض ضريبة الممتلكات، كما كانت عضوًا في مجلس إدارة شركة الشحن العالمية (Wilh. Wilhelmsen)‏.

## روابط خارجية
- باتنة بانون على موقع IMDb (الإنجليزية)
- باتنة بانون على موقع قاعدة بيانات الفيلم (الإنجليزية)